# Panna Maria, Hvězda mořská

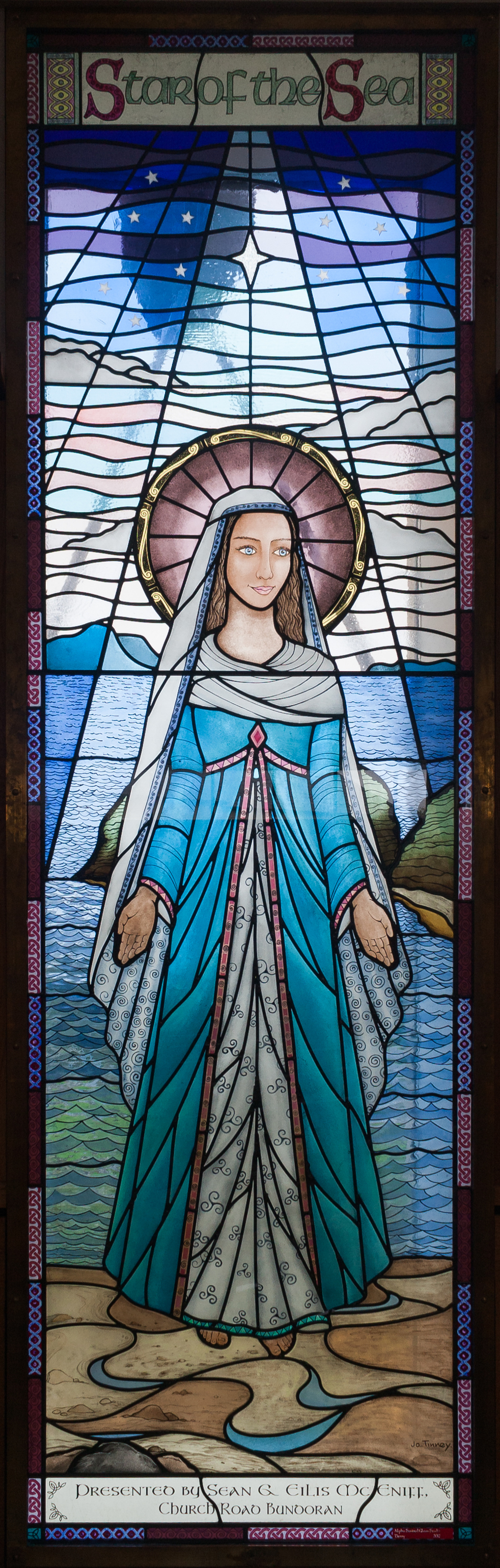
Panna Maria, Hvězda mořská

Panna Maria, Hvězda mořská je starobylý titul pro Pannu Marii. Titul Hvězda mořská je překladem z latiny Stella Maris.

## Historie
Titul se používá přinejmenším od raného středověku. Údajně vzniklo z písařské chyby v domnělé etymologii jména Marie a začalo být považováno za alegorické na Mariinu roli jako vůdčí hvězdy na cestě ke Kristu. Pod tímto jménem se má Panna Maria přimlouvat, jako průvodkyně a ochránkyně zejména námořníků. Mnoho pobřežních kostelů nese patrocinium právě Stella Maris.